# Megaselia aerivaga
Megaselia aerivaga är en tvåvingeart som beskrevs av Schmitz 1937. Megaselia aerivaga ingår i släktet Megaselia och familjen puckelflugor. Inga underarter finns listade i Catalogue of Life.